# GKV-Versorgungsstärkungsgesetz
Das Gesetz zur Stärkung der Versorgung in der gesetzlichen Krankenversicherung (GKV-Versorgungsstärkungsgesetz – GKV-VSG) wurde am 11. Juni 2015 vom Deutschen Bundestag verabschiedet und trat in seinen wesentlichen Teilen zum 23. Juli 2015 in Kraft. Zentrale Ziele des Gesetzes sind die Sicherung der flächendeckenden ambulanten medizinischen Versorgung, die Verbesserung des Zugangs von Patienten zu ärztlichen Leistungen sowie die Förderung innovativer Versorgungsformen, die mit dem GKV-Versorgungsstrukturgesetz vorbereitet worden waren.

## Gesetzgebungsprozess
Das GKV-Versorgungsstärkungsgesetz setzt im Wesentlichen die Entscheidungen zur ambulanten Gesundheitsversorgung des Koalitionsvertrags der 18. Legislaturperiode des Deutschen Bundestages um. Der Gesetzentwurf wurde am 25. Februar 2015 vom Bundesministerium für Gesundheit eingebracht und am 11. Juni 2015 vom Deutschen Bundestag bei Zustimmung der Regierungsfraktionen, Enthaltung der Linksfraktion und Ablehnung der Fraktion der Grünen angenommen. Das Gesetz bedurfte nicht der Zustimmung des Bundesrates.

## Inhalte

### Sicherstellung der ambulanten medizinischen Versorgung
Zahlreiche Maßnahmen des Versorgungsstärkungsgesetzes zielten auf die Sicherstellung der ambulanten medizinischen Versorgung, insbesondere im ländlichen Raum. Hintergrund dieser Maßnahmen ist die in Teilen bereits bestehende und in noch viel stärkerem Ausmaße drohende Unterversorgung in der hausärztlichen Versorgung. Während in vielen Ballungsgebieten eine Überversorgung mit Hausärzten herrscht, weist rund ein Drittel aller Planungsbereiche einen Versorgungsgrad von unter 100 Prozent auf. In einigen Gebieten wurde bereits offiziell eine bestehende oder zumindest eine drohende Unterversorgung festgestellt. Insbesondere der ländliche Raum ist von dieser Entwicklung betroffen. Auch bei einzelnen Fachgruppen der fachärztlichen Versorgung besteht in einigen Regionen eine Unterversorgung.

#### Aufkaufregelung
Für die Sicherstellung der medizinischen Versorgung im ambulanten Bereich sind die Kassenärztlichen Vereinigungen zuständig. Mit dem GKV-Versorgungsstrukturgesetz aus dem Jahr 2012 haben sie die Möglichkeit erhalten, die Nachbesetzung eines freiwerdenden Arztsitzes in Gebieten mit einer Überversorgung abzulehnen und stattdessen die Arztpraxis aufzukaufen. Dabei stand es im Ermessen der Zulassungsausschüsse, von dieser Maßnahme Gebrauch zu machen. Insgesamt ist es bundesweit nur zum Aufkauf eines einzigen Arztsitzes gekommen. Den fehlenden Einsatz dieses Instruments bezeichnete der Sachverständigenrat zur Begutachtung der Entwicklung im Gesundheitswesen angesichts der massiven Fehlverteilung in der ambulanten Versorgung als „nicht nachvollziehbar“.
Die Regierungskoalition sah in dieser fehlenden Aktivität ein Versagen der ärztlichen Selbstverwaltung. Im Koalitionsvertrag vereinbarten die Parteien daher, die Aufkaufregelung verbindlicher zu gestalten und somit den Handlungsspielraum der Zulassungsausschüsse zu beschränken. Entsprechend wurde mit dem GKV-Versorgungsstrukturgesetz beschlossen, die bisherige Kann-Vorschrift in eine Soll-Vorschrift umzuwandeln. Freiwerdende Arztsitze in Gebieten mit einer rechnerischen Überversorgung müssen fortan von der Kassenärztlichen Vereinigung aufgekauft werden, sofern im Einzelfall nicht Versorgungsgründe dagegen sprechen. Somit haben die Zulassungsausschüsse auch mit der neuen Regelung die Möglichkeit, notwendige Arztsitze in Gebieten mit einer rechnerischen Überversorgung nachzubesetzen. Der Gesetzentwurf sah ursprünglich vor, dass die Aufkaufpflicht ab einem Versorgungsgrad von 110 Prozent greifen sollte. Im Gesetzgebungsverfahren wurde diese Grenze auf 140 Prozent erhöht.
Die verschärfte Aufkaufregelung stieß auf starken Widerstand der Ärzteschaft. Sie sieht in der Reform eine Gefahr für die Freiberuflichkeit der Ärzte. Zudem bezweifelt sie, dass die Maßnahme geeignet ist, für eine Umverteilung von Arztsitzen von Ballungsräumen in ländliche Gebiete zu sorgen. Es sei illusorisch zu glauben, dass Ärzte, die in der Stadt nicht praktizieren dürfen, auf das Land ziehen würden. Zudem sei die Bedarfsplanung zu ungenau und ignoriere die Mitversorgung von städtischen Gebieten für die angrenzenden Regionen. Sie gebe keinen wirklichen Versorgungsbedarf der Bevölkerung wieder, sondern sei „willkürlich und zufällig“. Mit einer deutschlandweiten Plakatkampagne machte die Kassenärztliche Bundesvereinigung auf ihre Position aufmerksam. Dieses Vorgehen wurde von der Regierungskoalition scharf kritisiert.
Die Proteste der Ärzteschaft haben die Änderung der Aufkaufregelung nicht verhindern können. Jedoch wurden einzelne Kritikpunkte aufgegriffen. So wurde zum einen die Grenze zum Aufkauf von Arztsitzen von einem Versorgungsgrad von 110 Prozent auf 140 Prozent erhöht. Zum anderen soll die Bedarfsplanung reformiert werden. Durch kleinere Planungsbereiche und die Berücksichtigung weiterer Kriterien wie soziale Faktoren, die Morbidität und die Erreichbarkeit der Arztpraxen soll die Bedarfsplanung zielgenauer werden. Der Gemeinsame Bundesausschuss wurde damit beauftragt, die Bedarfsplanungsrichtlinie bis zum 31. Dezember 2016 zu überarbeiten.

#### Finanzielle Anreize zur Niederlassung
Zur Finanzierung der Fördermaßnahmen zur Sicherstellung der vertragsärztlichen Versorgung wurde den Kassenärztlichen Vereinigungen mit dem Versorgungsstrukturgesetz die Möglichkeit eröffnet, einen Strukturfonds einzurichten. Die Mittel des Strukturfonds sollen insbesondere für Zuschüsse zu den Investitionskosten bei der Neuniederlassung oder der Gründung von Zweigpraxen, für Zuschläge zur Vergütung und zur Ausbildung sowie für die Vergabe von Stipendien verwendet werden. Zur Finanzierung entrichten die Kassenärztlichen Vereinigung 0,1 Prozent der morbiditätsbedingten Gesamtvergütungen, die durch Beiträge der Landesverbände der Krankenkassen und der Ersatzkassen ergänzt werden. Bisher war die Finanzierung von Fördermaßnahmen aus Mitteln des Strukturfonds an die Feststellung des Landesausschusses über das Vorliegen oder Drohen von Unterversorgung oder einen lokalen Versorgungsbedarf gebunden. Diese Bedingung wurde mit dem Versorgungsstärkungsgesetz gestrichen, sodass die Förderung zukünftig auch präventiv erfolgen kann.
Für eine Niederlassung in unterversorgten Gebieten entfallen künftig die Zulassungsgebühren. Der Zulassungsausschuss kann zudem beschließen, in nicht unterversorgten Gebieten auf die Erhebung von Gebühren zu verzichten oder diese zu reduzieren, wenn dies aus Versorgungsgründen geboten erscheint.
Mit dem GKV-Versorgungsstrukturgesetz haben die Kassenärztlichen Vereinigungen mehr Flexibilität bei der Verteilung der Gesamtvergütungen durch den Honorarverteilungsmaßstab (HVM) erhalten, um den besonderen regionalen Versorgungsbedarfen und Versorgungsstrukturen besser gerecht zu werden. Durch eine erhöhte Transparenz beabsichtigt das Versorgungsstärkungsgesetz, die Honorarverteilung in seiner Funktion als honorarpolitisches Instrument zu stärken. Künftig sollen die Grundsätze und Versorgungsziele der Honorarverteilungsmaßstäbe transparent dargelegt werden. Mögliche Versorgungsziele könnten insbesondere die stärkere Ausrichtung am Bedarf der Patienten, bei denen schwerwiegende chronische Erkrankungen, Multimorbidität und altersbedingte Krankheiten sowie die Behebung von Versorgungsengpässen in strukturschwachen Gebieten sein.

#### Stärkung von kooperativen Versorgungsformen
Die Zulassung von medizinischen Versorgungszentren (MVZ) wird erleichtert. So entfällt künftig die Bedingung, dass MVZ fachübergreifend sein müssen. Damit sind auch reine Hausarzt- oder spezialisierte facharztgruppengleiche MVZ möglich. Auch wurde Kommunen die Möglichkeit eröffnet, eigene MVZ als öffentlich-rechtliche Einrichtung zu gründen und somit aktiv die Versorgung in der Region zu beeinflussen und zu verbessern. Die Gründung eines kommunalen MVZ ist dabei jedoch weiterhin an die jeweilige Bedarfsplanung gebunden.
Auch die Förderung von Praxisnetzen soll mit dem Gesetz verbessert werden. Künftig müssen die Kassenärztlichen Vereinigungen Praxisnetze fördern, sofern sie dieses anerkannt haben. Die Kriterien und Qualitätsanforderungen für die Anerkennung legen die Kassenärztliche Bundesvereinigung im Einvernehmen mit dem Spitzenverband Bund der Krankenkassen fest.

#### Teilnahme von Krankenhäusern und Hochschulambulanzen an der ambulanten Versorgung
Bereits vor dem Versorgungsstärkungsgesetz hatten die Zulassungsausschüsse, die Möglichkeit, Krankenhäuser auf deren Antrag für die Teilnahme an der ambulanten ärztlichen Versorgung zuzulassen. Von dieser Möglichkeit wurde jedoch „in der Praxis allerdings eher zurückhaltend Gebrauch gemacht.“ Die Regelung wird daher verbindlicher. In Fällen, in denen eine Unterversorgung eingetreten ist, ist der Zulassungsausschuss künftig verpflichtet, den Antrag der Krankenhäuser auf Teilnahme an der vertragsärztlichen Versorgung zu genehmigen.
Hochschulambulanzen müssen von den Zulassungsausschüssen zukünftig nicht nur die Ermächtigung für die ärztliche Behandlung für die Zwecke der Forschung und Lehre erteilt werden, sondern auch zur Versorgung „für solche Personen, die wegen Art, Schwere oder Komplexität ihrer Erkrankung einer Untersuchung oder Behandlung durch die Hochschulambulanz bedürfen“. Welche Patienten dies betrifft wird vom GKV-Spitzenverband, der Kassenärztlichen Bundesvereinigung bzw. der Kassenzahnärztlichen Bundesvereinigung und der Deutschen Krankenhausgesellschaft in einem gemeinsamen Vertrag festgelegt. Sie können auch Ausnahmen von dem grundsätzlich geltenden Überweisungsvorbehalt durch einen Facharzt vereinbaren.

#### Stärkung des Hausarztberufs
Mit dem Versorgungsstärkungsgesetz verpflichtet der Bundesgesetzgeber die Kassenärztlichen Vereinigungen, in ihren Honorarverteilungsmaßstäben für eine klare und dauerhafte Trennung der hausärztlichen und der fachärztlichen Vergütung zu sorgen. Dadurch wird verhindert, dass erbrachte Leistungen aus einem Leistungsbereich den anderen Teil der Gesamtvergütung reduzieren.
Zur Stärkung des Hausarztberufs wird die Zahl der mindestens zu fördernden Weiterbildungsstellen in der Allgemeinmedizin von 5.000 auf 7.500 erhöht. Der Förderbeitrag ist auf das Niveau der tarifvertraglichen Vergütung im Krankenhaus anzuheben.
Zudem sollen bei Abstimmungen in der Vertreterversammlung der Kassenärztlichen Bundesvereinigung in Belangen der hausärztlichen Versorgung künftig nur noch Hausärzte stimmberechtigt sein. Das Gleiche gilt umgekehrt auch für die Gruppe der Fachärzte. Die ursprünglich geplante Anwendung dieses Verfahrens auf die regionalen Kassenärztlichen Vereinigungen wurde nicht realisiert. Bei Abstimmungen zu gemeinsamen Themen werden die Stimmen so gewichtet, dass eine Parität der Stimmen von Vertretern der Hausärzte und der Fachärzte besteht.

### Verbesserung des Zugangs zu ärztlichen Leistungen

#### Terminservicestellen
Mit dem GKV-Versorgungsstärkungsgesetz reagierte der Bundesgesetzgeber auch auf die Klage von gesetzlich versicherten Patienten über teilweise sehr lange Wartezeiten auf einen Facharzttermin. Zur Verkürzung der Wartezeiten müssen die Kassenärztlichen Vereinigungen (KV) bis zum 23. Januar 2016 Terminservicestellen einrichten. Diese Stellen haben die Aufgabe, Versicherten bei Vorliegen einer Überweisung innerhalb einer Woche einen Behandlungstermin bei einem Facharzt anzubieten. Die Termine können auch bei einem Facharzt in einer Entfernung von rund 30 bis 60 Minuten Fahrzeit vermittelt werden. Wunschtermine werden nicht berücksichtigt sowie keine Terminvermittlung beim Psychotherapeuten, bei Zahnärzten oder bei Kieferorthopäden. Bei Augenärzten und Gynäkologen entfällt der Überweisungsvorbehalt. Der vermittelte Termin darf nicht länger als vier Wochen in der Zukunft liegen. Sollte es der Terminservicestelle nicht gelingen, einen Termin in diesem Zeitraum anzubieten, so muss sie einen ambulanten Behandlungstermin in einem Krankenhaus gewähren. Die Terminservicestellen sollen zum 30. Juni 2017 einer Evaluation unterzogen werden.
Befürworter der Terminservicestellen verweisen auf die guten Erfahrungen der Kassenärztlichen Vereinigung Sachsens, die zuvor als einzige KV ein vergleichbares Servicetelefon betrieben hatte. Kritiker, die sich vor allem bei den Kassenärztlichen Vereinigungen finden, sind hingegen der Ansicht, dass dieses Verfahren die freie Arztwahl einschränke und unnötige Kosten und Bürokratie verursache. Die Kassenärztliche Bundesvereinigung (KBV) bezeichnete die Terminservicestellen als ein „rein populistisches Instrument der Politik […], um Wählerstimmen abzugreifen“.

#### Überarbeitung der Psychotherapie-Richtlinie
Der Gemeinsame Bundesausschuss wird beauftragt, die Psychotherapie-Richtlinie bis zum 30. Juni 2016 zu überarbeiten. Durch die Einführung von psychotherapeutischen Sprechstunden und die verstärkte Förderung von Gruppentherapien sollen Wartezeiten verringert und eine zeitnahe Versorgung gewährleistet werden. In den Sprechstunden soll kurzfristig der Behandlungsbedarf abgeklärt und eine individuelle Beratung über verschiedene Versorgungsangebote geleistet werden.

#### Verbesserung des Krankenhaus-Entlassmanagements
Um eine engere Verzahnung zwischen ambulantem und stationärem Sektor zu erreichen, wird das Entlassmanagement nach einer Krankenhausbehandlung verbessert. Krankenhäuser müssen fortan in einem Entlassplan die unmittelbar erforderlichen Anschlussleistungen festlegen. Dabei erhalten sie das Recht, Arzneimittel in kleinen Mengen und Leistungen wie häusliche Krankenpflege und Heilmittelverordnung für eine Dauer von bis zu sieben Tagen zu verordnen. Auch können sie künftig Arbeitsunfähigkeitsbescheinigungen für eine Dauer von maximal sieben Tagen ausstellen. Bei der Umsetzung des Entlassplans haben die Krankenkassen mitzuwirken. Gemeinsam mit dem Krankenhaus müssen die Kassen rechtzeitig vor der Entlassung die notwendigen Leistungserbringer kontaktieren. Auf diese ergänzende Unterstützung des Entlassmanagements haben die Versicherten einen unmittelbaren Rechtsanspruch gegen die Krankenkasse.

### Ausweitung der Leistungsansprüche

#### Zweitmeinung
Mit dem Versorgungsstärkungsgesetz erhalten Versicherte einen Rechtsanspruch auf eine unabhängige ärztliche Zweitmeinung bei bestimmten mengenanfälligen, planbaren Eingriffen. Um welche Eingriffe es sich hierbei handelt, wird durch den Gemeinsamen Bundesausschuss festgelegt. Ziel ist es, unnötige Operationen zu verhindern. Die Patienten können für die Einholung der Zweitmeinung im Rahmen ihres Wahlrechts frei zwischen allen an der vertragsärztlichen Versorgung teilnehmenden Ärzten und Einrichtungen sowie unter den zugelassenen Krankenhäusern wählen, welche die eingriffsbezogenen Anforderungen des Gemeinsamen Bundesausschusses erfüllen. Lediglich der Arzt oder die Einrichtung, die den Eingriff durchführen sollen, können nicht für eine Zweitmeinung herangezogen werden.

#### Geänderter Anspruch auf Krankengeld
Bislang galt der Anspruch auf Krankengeld ab dem Folgetag der ärztlichen Feststellung der Arbeitsunfähigkeit. Versicherte, deren Anspruch auf Entgeltfortzahlung ausgeschöpft ist und die regelmäßig aufgrund derselben Krankheit für jeweils lediglich einen Tag arbeitsunfähig sind (z. B. wegen einer Chemotherapie oder einer bestimmten Form der Dialyse), erhielten somit bisher kein Krankengeld. Demgegenüber wurde die Leistung bei einer Krankenhausbehandlung oder Behandlung in einer Vorsorge- oder Rehabilitationseinrichtung von Beginn an gezahlt. Diese Ungleichbehandlung wird mit dem Versorgungsstärkungsgesetz aufgehoben. Fortan besteht der Anspruch auf Krankengeld ab dem Tag der Feststellung.

### Förderung innovativer Versorgungsformen

#### Innovationsfonds
Zur Finanzierung von Vorhaben, die eine Verbesserung der sektorenübergreifenden Versorgung zum Ziel haben, wird beim Gemeinsamen Bundesausschuss ein Innovationsfonds eingerichtet. Diese Innovationen müssen über hinreichendes Potential verfügen, um dauerhaft in die Regelversorgung aufgenommen zu werden. Als mögliche Förderschwerpunkte nennt das Bundesgesundheitsministerium: Telemedizin, Versorgungsmodelle in strukturschwachen Gebieten, Modelle mit Delegation ärztlicher Leistungen, Auf- und Ausbau der geriatrischen Versorgung sowie Modellprojekte zur Arzneimitteltherapiesicherheit bei multimorbiden Patienten.
In den Jahren 2016 bis 2019 werden jährlich 300 Millionen Euro zur Verfügung gestellt, wovon 225 Millionen Euro für die Förderung von innovativen sektorenübergreifenden Versorgungsprojekten und 75 Millionen für die Versorgungsforschung eingesetzt werden. Die Finanzierung erfolgt aus Mitteln der gesetzlichen Krankenversicherung, jeweils zur Hälfte aus der Liquiditätsreserve des Gesundheitsfonds und von den Krankenkassen. Über die Vergabe der Fördermittel entscheidet ein zehnköpfiger Innovationsausschuss beim Gemeinsamen Bundesausschuss. Ihm gehören drei Mitglieder der Krankenkassen, je ein Mitglied der Kassenärztlichen Bundesvereinigung, der Kassenzahnärztlichen Bundesvereinigung und der Deutschen Krankenhausgesellschaft, der Vorsitzende des G-BA sowie zwei Vertreter des Bundesgesundheitsministeriums und ein Vertreter des Bundesministeriums für Bildung und Forschung an.

#### Flexibilisierung der Regelungen zu Selektivverträgen
Auch die Flexibilisierung der Regelungen zu Selektivverträgen soll zur Förderung neuer Versorgungsformen beitragen. Die Möglichkeiten der Krankenkassen, im Wettbewerb gute Verträge abzuschließen, werden erweitert. Fortan entfällt die Pflicht, Selektivverträge vor ihrem Wirksamwerden den zuständigen Aufsichtsbehörden zur Prüfung vorzulegen, da dieses verwaltungsaufwendige Verfahren selektivvertragliche Versorgungsformen verzögerte. Stattdessen kann die Aufsichtsbehörde nun die Verträge bei Bedarf anfordern und prüfen. Auch können innovative Leistungen, die nicht zur Regelversorgung der Gesetzlichen Krankenversicherung gehören, in die Verträge aufgenommen werden.

## Gesamtbewertung
Das Versorgungstärkungsgesetz stieß insbesondere bei den niedergelassenen Ärzten und ihren Vertretungen auf starke Ablehnung. Die beiden größten Streitpunkte waren die Verschärfung der Aufkaufregelung von Arztsitzen sowie die Einrichtung von Terminservicestellen. Hinter diesen Debatten steht ein grundsätzlicher Konflikt über die Organisation des deutschen Gesundheitswesens. Dieses zeichnet sich traditionell durch ein hohes Maß an Selbstverwaltung aus. Entscheidungen werden zwar im Rahmen der Gesetze und unter staatlicher Aufsicht, aber ohne direkte Beteiligung des Staates von den Verbänden getroffen. Mit dem Versorgungsstärkungsgesetz werden die gesetzlichen Vorgaben verbindlicher gefasst und somit der Handlungsspielraum der Selbstverwaltungspartner, insbesondere der Kassenärztlichen Vereinigungen, eingeschränkt. Letztere beklagen das Selbstverständnis der Großen Koalition, „alles selbst besser regeln zu können“. Auch der Hartmannbund kritisiert, die „fortgesetzte Politik staatlicher Eingriffe in die freiheitliche Ausübung des Arztberufes“ und das „politische Hineinregieren in den Bereich der ärztlichen Selbstverwaltung.“ Die niedergelassenen Ärzte und ihre Vertretungen sehen in dem Versorgungsstärkungsgesetz einen weiteren Schritt in Richtung eines staatlich gelenkten Gesundheitssystems.
Die Befürworter des Gesetzes halten dagegen ein stärkeres staatliches Eingreifen für unvermeidbar, da die Selbstverwaltung sich nicht in der Lage gezeigt hätte, die bestehenden Probleme wie die ärztliche Unterversorgung und die Wartezeiten auf Facharzttermine eigenständig zu regeln. Das Versorgungsstärkungsgesetz ist in ihren Augen eine „politische Notwehrreaktion“ auf das Versagen der Selbstverwaltung. Der Vorsitzende des Sachverständigenrats zur Begutachtung der Entwicklung im Gesundheitswesen, Ferdinand Gerlach, ist mit dem Gesetz zufrieden: „Abwarten ist keine Option mehr. Einiges geht schon in die richtige Richtung.“